# Canfranc (železniční stanice)
Canfranc je železniční stanice, která stojí u španělské vesnice Canfranc v provincii Huesca v Aragonii v údolí pod horskými štíty Pyrenejí poblíž francouzsko-španělské státní hranice. Byla vybudována jako konečná stanice železničních tratí ze Zaragozy na španělské straně a z Pau na francouzské straně.

## Historie
Nádraží v Canfrancu bylo postaveno v letech 1923–1928. Sloužilo jako celní a přestupní stanice a také jako nákladní nádraží pro překládku zboží. Důvodem byl rozdílný rozchod kolejí - na španělské straně měla trať iberský rozchod kolejí 1668 mm, na francouzské standardní rozchod 1435 mm; navíc byla francouzská trať od začátku elektrizovaná.
Secesní dvoupatrovou nádražní budovu dlouhou přibližně 240 metrů projektoval architekt Fernando Ramirez de Dampierre a kromě nástupišť, celnice a pokladen do ní umístil hotel, tři restaurace, ordinaci lékaře a další služby. Stavba má celkem 365 oken a 156 dvoukřídlých vstupů na dvě dlouhá nástupiště.
18. července 1928 se konalo slavnostní zahájení provozu, na které přijeli španělský král Alfons XIII. a francouzský prezident Gaston Doumergue. Čtvrt století příprav a prací bylo ukončeno následujícího roku zprovozněním trati přes Latour-de-Carol.

### Tunel Somport
Tunel Somport (1912–1915) je pojmenován podle Somportského průsmyku, kterým trať prochází. Od jižního portálu u nádraží Canfranc k severnímu portálu na francouzské straně měří 7874 metry s kulminačním bodem ve výšce 1212 m n. m.. Od roku 2006 je tunel využíván podzemní laboratoří fyziky částic „Laboratorio Subterraneo de Canfranc (LSC)“.

### Tunel ze Sayerce
Ve vzdálenosti 79,573 km od města Pau se nachází tunel o délce 1793 metry, který je postaven do spirály. Výškový rozdíl mezi jeho portály je 60 metrů, sklon trasy 34 ‰ a výška oblouku 6,50 metru. Počáteční křivka má poloměr 300 metrů, následuje 200 metrů přímý úsek a závěrečná křivka o poloměru 270 metrů. Tunel byl postaven v letech 1913–1917 a je uveden v soupisu historických památek.

### Trať
Železniční trať se vyznačuje četnými viadukty a tunely; její sklon místy dosahuje až 50 promile.
Na španělské straně je úsek Canfranc – Huesca dlouhý 134,9 km stále využíván pro osobní i nákladní železniční dopravu s původním iberským rozchodem; kvůli špatnému stavu infrastruktury je plánovaná jeho rekonstrukce a přestavba na standardní rozchod 1435 mm. Úsek Huesca – Zaragoza v délce 78,1 km má již od doby zprovoznění vlaků AVE kolej s běžným rozchodem.
Na francouzské straně byl provoz mezi Canfrancem a Oloron-Sainte-Marie ukončen po nehodě nákladního vlaku 27. března 1970 u železničního mostu L'Estanguet na 280,683 kilometru, při které byla trať těžce poškozena.

## Galerie

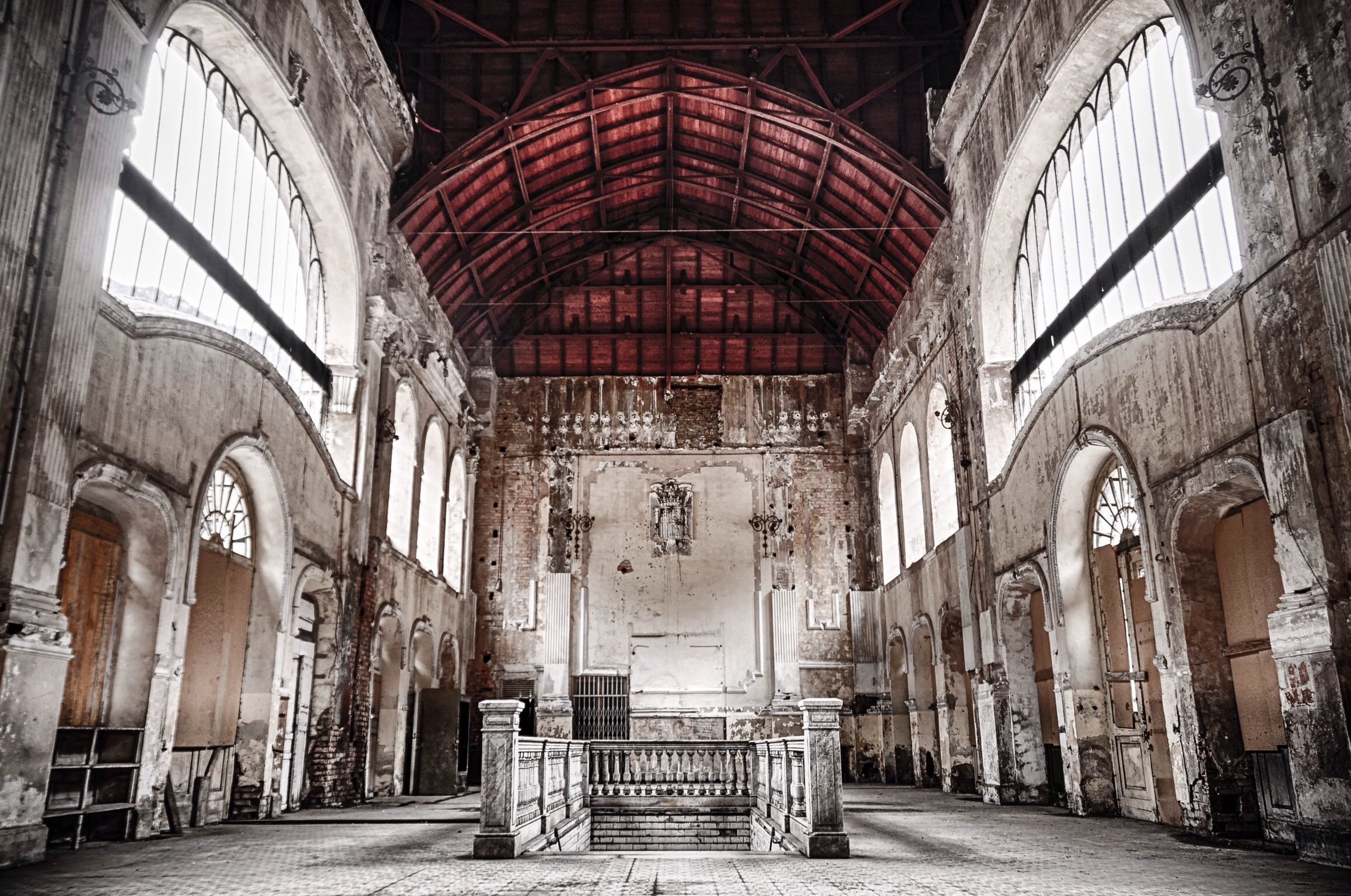
Hala v roce 2014
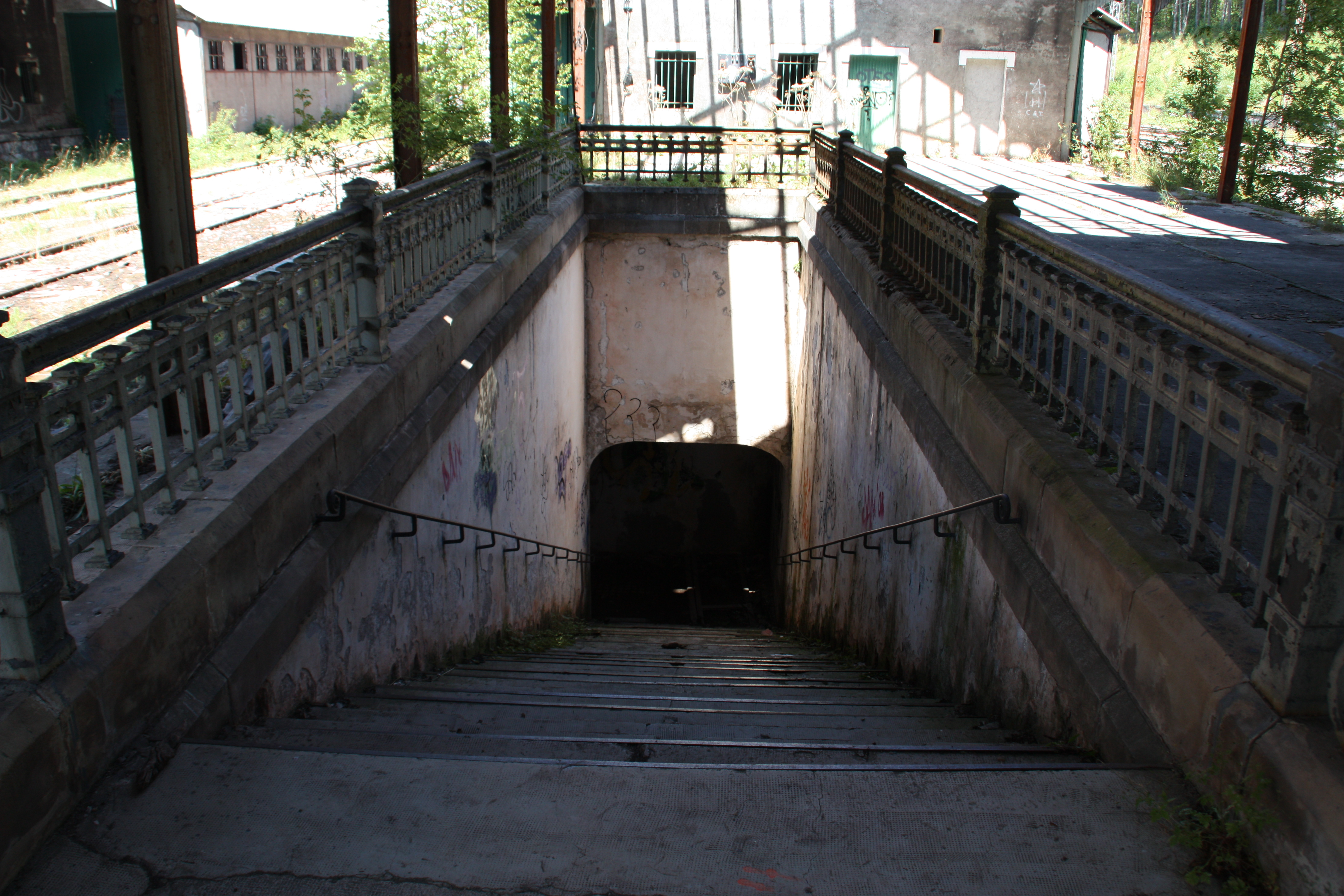
Podchod v roce 2010
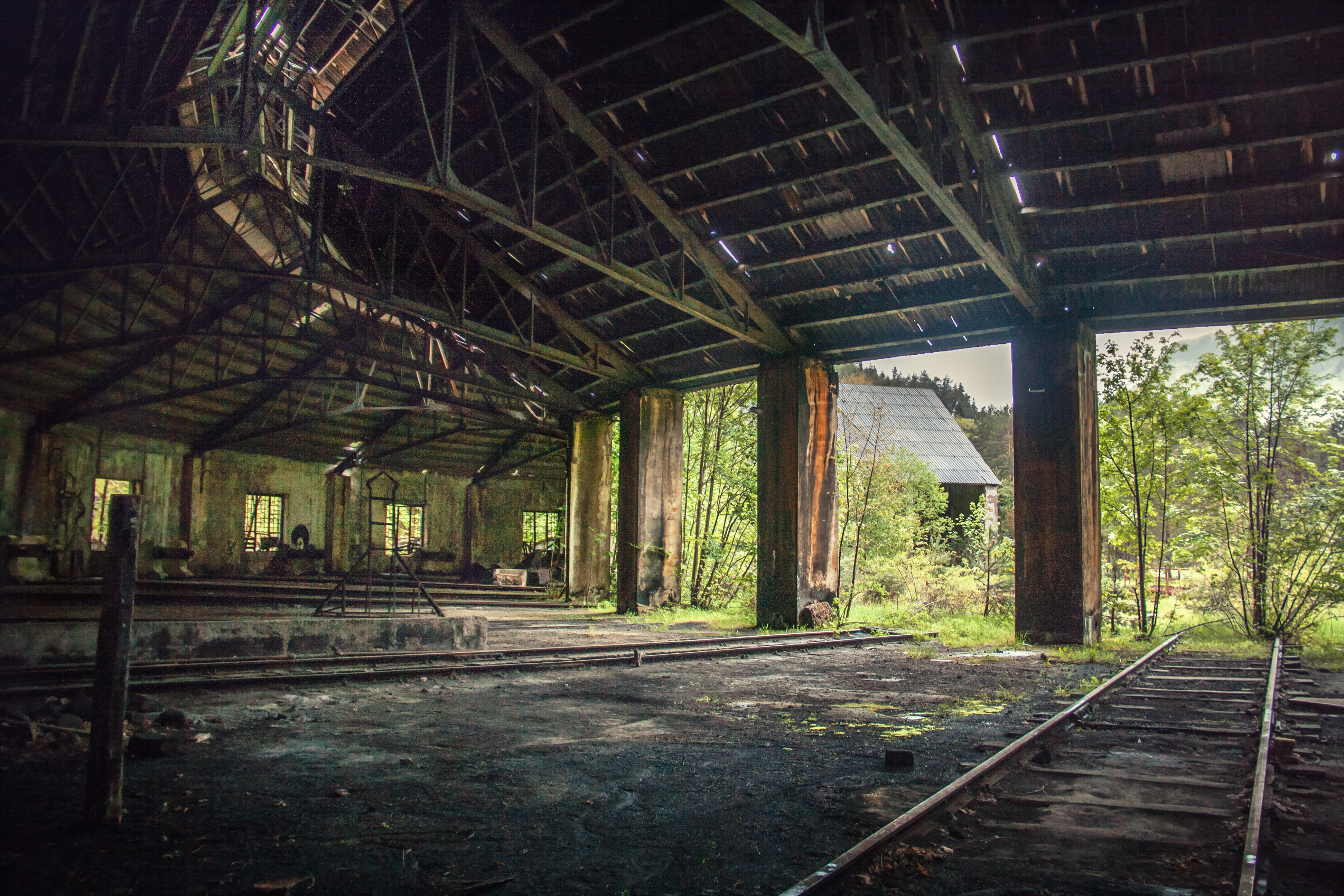
Depo v roce 2013
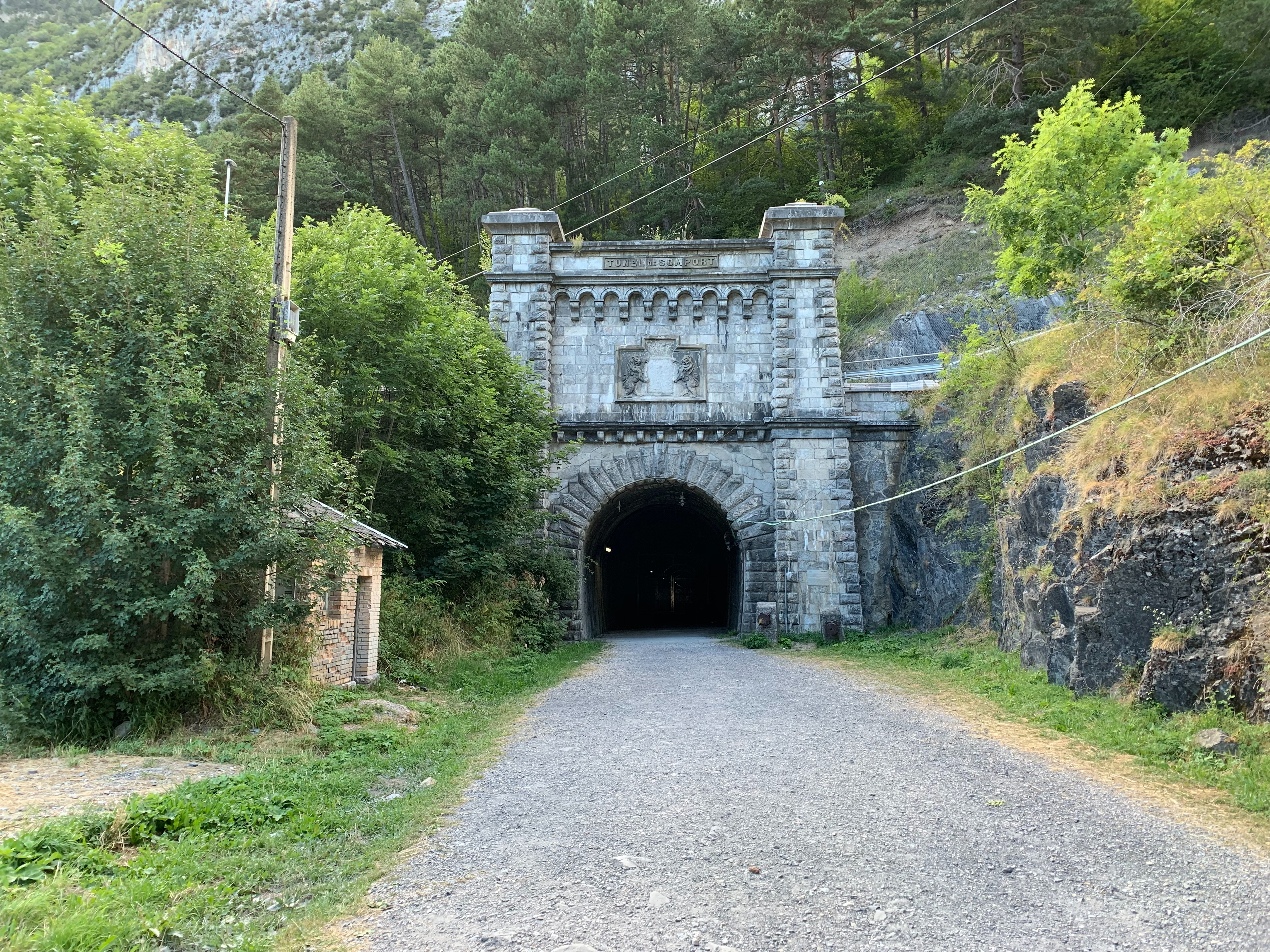
Portál tunelu Somport na španělské straně
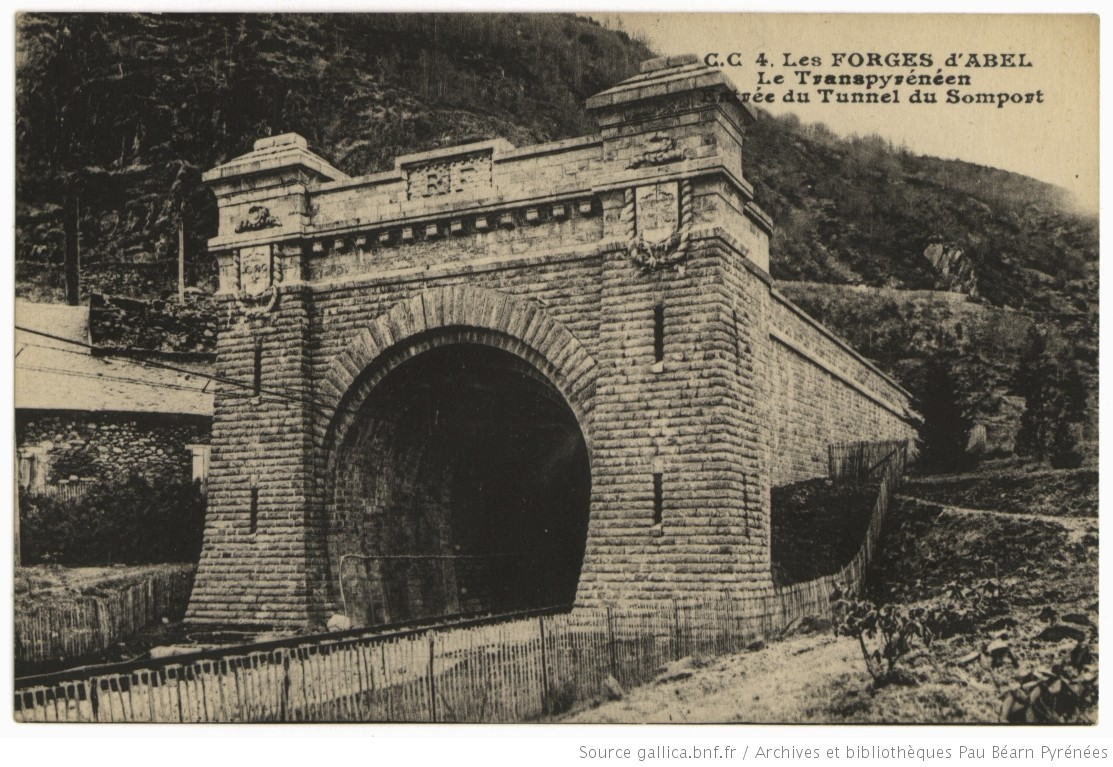
Portál tunelu Somport na francouzské straně
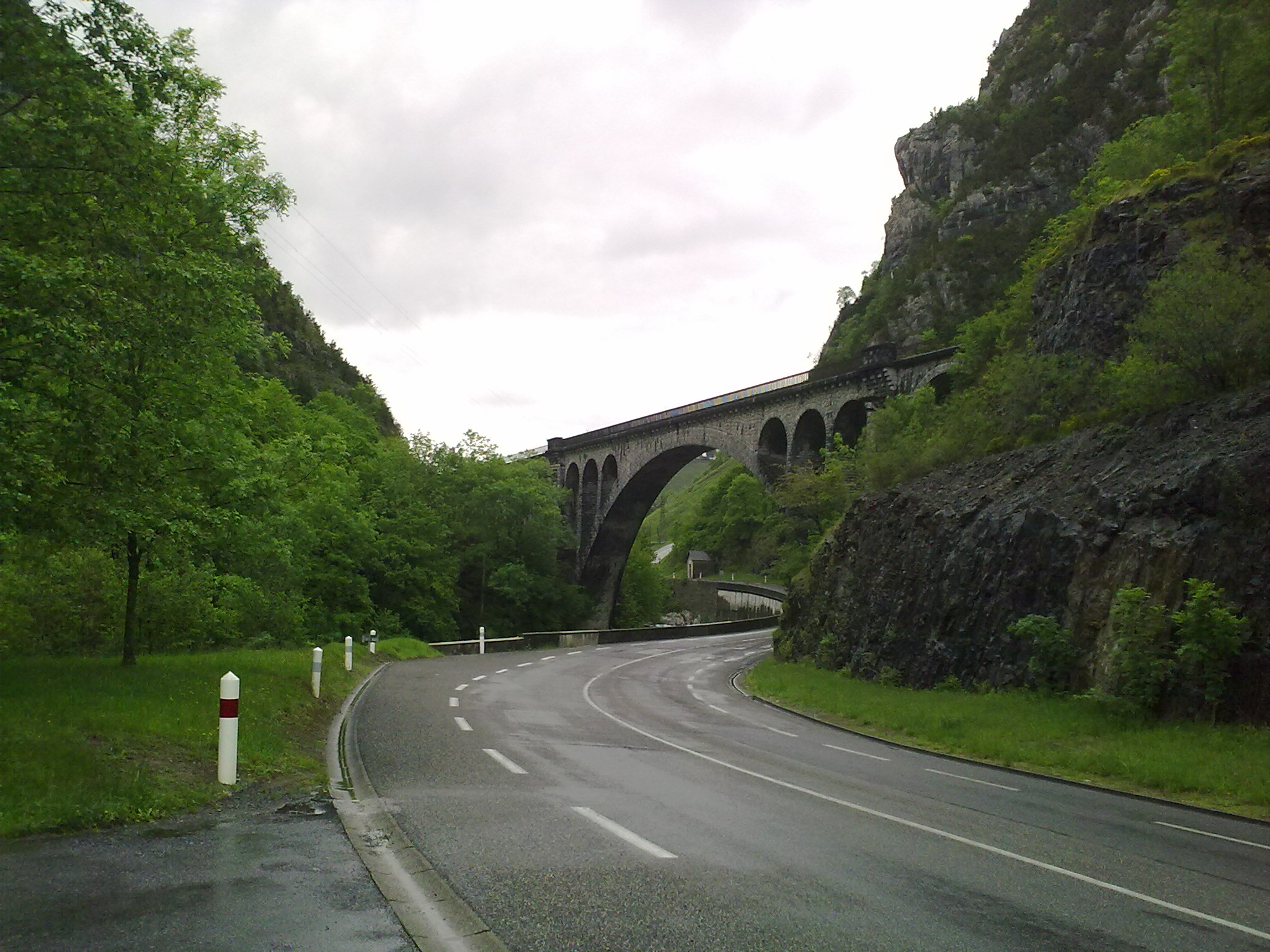
Jeden z železničních mostů na trati